# Satúrnia
Satúrnia (en llatí Saturnia, en grec antic Σατουπνία) va ser una antiga ciutat d'Etrúria a la vall de l'Albinia (Albegna) a uns 40 km de la desembocadura.
Era una antiga ciutat etrusca, que Plini el Vell diu que es va dir originàriament Aurinia, i segurament aquest era el seu nom en etrusc. El nom de Satúrnia el va rebre quan va ser una colònia romana l'any 183 aC. Dionís d'Halicarnàs diu que era una de les ciutats fundades pels pelasgs que més tard van conquerir els tirrens. Es creu que no era una ciutat etrusca independent sinó dependent de Caletra, i Titus Livi la situa "in agro caletrano". Sota l'Imperi encara conservava el seu rang de colònia, segons Claudi Ptolemeu.
Les seves ruïnes a la moderna ciutat de Satúrnia, les formen les muralles, de les que se'n pot resseguir el perímetre, i algunes altres petites restes i tombes a la rodalia.